# (9322) Lindenau
(9322) Lindenau – planetoida z pasa głównego asteroid okrążająca Słońce w ciągu 5 lat i 225 dni w średniej odległości 3,16 j.a. Została odkryta 10 stycznia 1989 roku przez Freimuta Börngena. Przed nadaniem nazwy planetoida nosiła oznaczenie tymczasowe (9322) 1989 AC7.